# Vitkindad musfågel
Vitkindad musfågel (Colius striatus) är en fågel i familjen musfåglar inom ordningen musfåglar.

## Utseende och läten
Musfåglar är en unik grupp fåglar, smala, grå eller bruna med mjuka, hårliknande fjädrar och mycket långa smala stjärtar. Alla arter har kraftiga klor som är motstående så att de mycket akrobatiskt kan hänga uppochner i grenar för att komma åt sin föda. De har alla en tofs på huvudet och kraftiga näbbar. I flykten hänger stjärten så pass att det ser ut som om den är för tung för fågeln att bära till nästa buske. 
Vitkindad musfågel är brungrå med svartaktigt ansikte och gråbrunt bröst. Den varierar relativt kraftigt geografiskt i ben- och ögonfärg, grundton, teckning på näbben och färgen på strupen. Flera populationer har grå eller vita örontäckare, därav namnet.

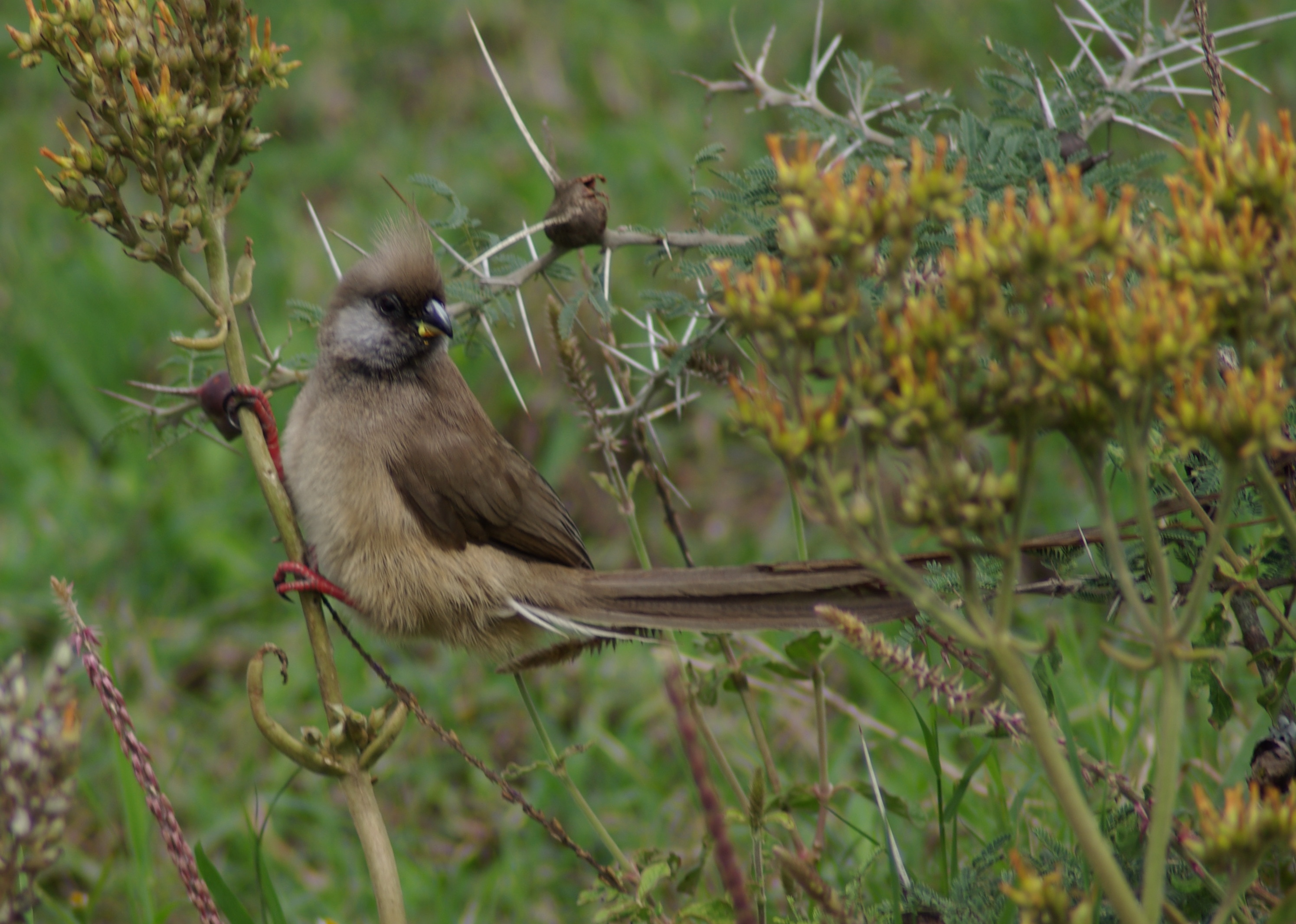

## Utbredning och systematik
Vitkindad musfågel delas in i hela 17 underarter med följande utbredning:
- Colius striatus nigricollis – Nigeria till Kamerun, Gabon och sydvästra Kongo-Brazzaville
- Colius striatus striatus – södra Kapprovinsen österut till Keifloden (Sydafrika)
- Colius striatus minor – östra Sydafrika (söderut till KwaZulu-Natal) Swaziland och sydligaste Moçambique
- Colius striatus integralis – sydöstra Zimbabwe, nordöstra Sydafrika och södra Moçambique (söderut till Delagoa Bay)
- Colius striatus simulans – nedre Zambezidalen i Moçambique och Malawi
- Colius striatus rhodesiae – höglandsområden i östra Zimbabwe och närliggande Moçambique
- Colius striatus affinis – Zimbabwe till Malawi, norra Moçambique samt södra delen och kusten av Tanzania
- Colius striatus mombassicus – södra Somalia, Kenyas kust och nordöstra Tanzania (i söder till Amani)
- Colius striatus cinerascens – västra och södra Tanzania
- Colius striatus berlepschi – norra Malawi, nordöstra Zambia och sydvästra Tanzania
- Colius striatus kikuyensis – centrala Kenya och högbelägna nederbördsrika delar av nordligaste Tanzania
- Colius striatus kiwuensis (inklusive ugandensis – Uganda till nordvästra Tanzania, Rwanda och östra Kongo-Kinshasa
- Colius striatus congicus – östra Angola till södra Demokratiska republiken Kongo och nordvästra Zambia
- Colius striatus jebelensis – Sydsudan och norra Uganda
- Colius striatus leucotis (inklusive erlangeri) – östra Sudan till västra och sydvästra Etiopien
- Colius striatus hilgerti – nordöstra Etiopien, sydvästra Djibouti och nordvästra Somalia
- Colius striatus leucophthalmus – nordöstra Demokratiska republiken Kongo till södra Sudan och sydöstra Centralafrikanska republiken

## Levnadssätt
Musfåglarna har fått sitt namn ur det faktum att de är skogslevande och klättrar runt i lövverken likt gnagare i jakt på bär, frukt och knoppar. Denna art hittas i små sociala grupper i skogsbryn, savann, buskage i gräsmarker och trädgårdar. Efter fågeln ätit kan den ses hänga upp och ner för att exponera svarta huden på buken för solen, troligen för att underlätta matsmältning.

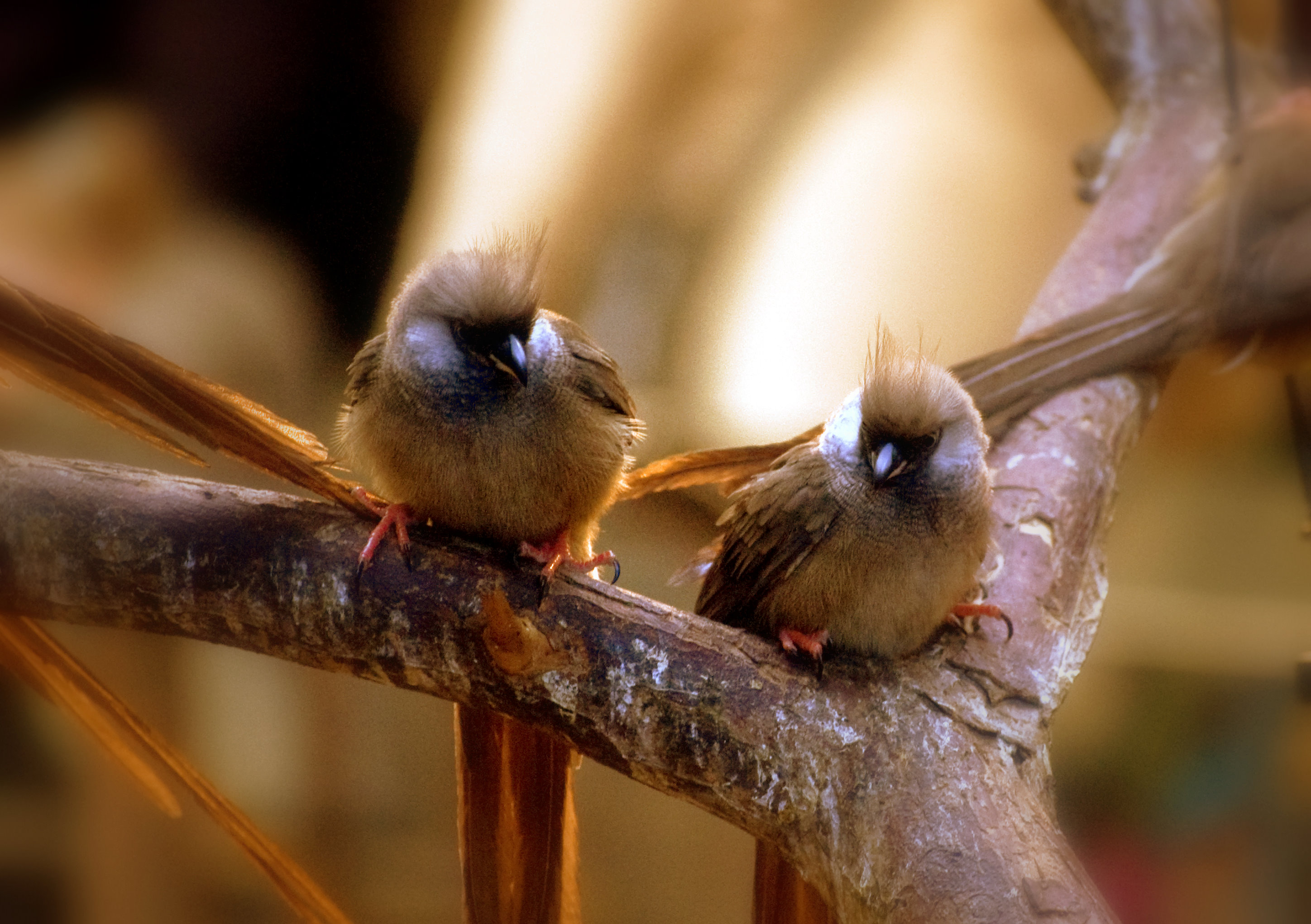

## Status och hot
Arten har ett stort utbredningsområde och en stor population, och tros öka i antal. Utifrån dessa kriterier kategoriserar internationella naturvårdsunionen IUCN arten som livskraftig (LC).